# Bogdan Fink
Bogdan Fink, slovenski kolesar, trener in športni funkcionar, * 23. marec 1972.
Fink je nekdanji kolesar, ki je tekmoval za ekipo KD Krka. Leta 1992 je zmagal na dirki za VN Krke, leta 1993 pa je osvojil tretje mesto na  slovenskem državnem prvenstvu v cestni dirki. Leta 2002 je prevzel mesto športnega direktorja ekipe Adria Mobil, hkrati opravlja tudi vlogo direktorja Dirke po Sloveniji in tudi dirke VN Adria Mobil.